# Talsvatten
Talsvatten är en sjö i Stenungsunds kommun i Bohuslän och ingår i Göta älv-Bäveåns kustområde. Sjöns area är 0,046 kvadratkilometer och den befinner sig 110,5 meter över havet.